# Madō Monogatari I
Madō Monogatari I (sous-titré Mittsu no Madokyu sur Game Gear et Honō no Sotsuenji sur PC-Engine) est un jeu vidéo de rôle développé et édité par Compile, sorti en 1993 sur Game Gear. Le jeu a été décliné sur Mega Drive et PC Engine en 1996.
Le jeu est à l'origine de l'univers de Puyo Puyo.